# Socialistična republika Makedonija
Socialistična republika Makedonija je bila ena od šestih zveznih republik v Socialistični federativni republiki Jugoslaviji, in nacionalna država Makedoncev. Po prehodu političnega sistema v parlamentarno demokracijo leta 1990 se je republika leta 1991 uradno preimenovala v Republika Makedonija, z začetkom razpada Jugoslavije pa je država izvedla referendum o neodvisnosti 8. septembra 1991, s katerim je bila razglašena suverena in neodvisna država Makedonija s pravico do kakršnega koli zavezništva s suverenimi državami Jugoslavijo.
Geografsko gledano je SR Makedonija mejila na Albanijo na zahodu, na Grčijo na jugu in na Bolgarijo na vzhodu. Znotraj Jugoslavije je na severu mejila na SR Srbijo (vključno s pokrajino Kosovo). Bila je ena od dveh zveznih držav Jugoslavije, ki nista imeli prostega dostopa do morja.

## Ustava
Socialistična republika Makedonija, ki je bila opredeljena kot nacionalna država Makedoncev in tudi država njenih etničnih manjšin, je imela nekaj pristojnosti, ki so bile običajno povezane z neodvisno državo. Ustava je priznala tudi pravico do samoodločbe in odcepitve. Meje Socialistične republike Makedonije je bilo mogoče spremeniti le s sklepom republiškega parlamenta. Njeni prebivalci so imeli tako jugoslovansko državljanstvo kot notranje makedonsko državljanstvo za državne posle. 
Socialistična republika Makedonija je imela svojo ustavo, predsedstvo, vlado, parlament, uradni jezik, državne simbole, Makedonsko akademijo znanosti in umetnosti, sekretariat za notranje zadeve (ministrstvo za notranje zadeve), urad za zunanje odnose (ministrstvo za zunanje zadeve) in druge državne pristojnosti. Prav tako je imela Socialistična republika Makedonija svoje oborožene sile in svojo vojsko. 

## Sistem
Socialistična republika Makedonija je bila enostrankarska komunistična država, vladajoča politična stranka pa je bila Zveza komunistov Makedonije (do 1952 Komunistična partija Makedonije, formalno ustanovljena med okupacijo leta 1943). SR Makedonija je bila konstitutivni del FLR/SFR Jugoslavije,  ustanoviteljice Gibanja neuvrščenih, ki je vodila nevtralno zunanjo politiko in ohranjala liberalnejši komunistični sistem v primerjavi z drugimi (sosednjimi) komunističnimi državami. Vladajoča ideologija je temeljila na titoizmu in delavskem samoupravljanju.  

## Manjšine
Medtem, ko so bili Makedonci večina v republiki in so bili eden od konstitutivnih narodov FLR/SFR Jugoslavije, so bile pravice etničnih manjšin zagotovljene z ustavo. Uradni jezik SR Makedonije je bil makedonščina, vendar so imeli makedonski Albanci in makedonski Turki pravico do uporabe lastnih jezikov v šolskem sistemu in v medijih. Ustava SR Makedonije je državo opredelila kot nacionalno državo etničnih Makedoncev, pa tudi kot državo Albancev in Turkov. 
Od začetka jugoslovanske vladavine v Makedoniji so se pojavljale obtožbe, da so bile nove oblasti vpletene v maščevanje ljudem, ki niso podpirali oblikovanja nove makedonske nacionalne identitete. Število žrtev zaradi organiziranih množičnih pobojev Bolgarov ni znano. Bolgarski viri trdijo, da je bilo po letu 1944 ubitih na tisoče ljudi in da je bilo več kot 100.000 ljudi zaprtih po "Zakonu o zaščiti makedonske nacionalne časti". V SR Makedoniji se je bolgarofobija dvignila na raven državne ideologije. 

## Religija
Čeprav so vladajoči komunisti preganjali vero, je bila verska svoboda do določene mere zagotovljena.  
Oblast je dovolila oziroma podprla obstoj posebne Makedonske pravoslavne cerkve, ki je leta 1967 razglasila avtokefalnost. Leta 1972 se je v prestolnici Skopju začela gradnja največje pravoslavne cerkve sv. Klimenta Ohridskega. Muslimani, katoličani, protestanti in druge verske skupnosti so prav tako lahko ohranile svoje organizacije in bogoslužja. 

## Geografija
Socialistična republika Makedonija je bila 4. največji sestavni del/subjekt SFR Jugoslavije/federacije po površini in 5., proti koncu pa prav tako 4. po številu prebivalcev. Znotraj Jugoslavije je imela notranjo mejo s Socialistično republiko Srbijo na severu, na severozahodu s Socialistično avtonomno pokrajino Kosovo,  mednarodne meje pa z Ljudsko (socialistično) republiko Albanijo na zahodu, Kraljevino oz. kasneje Republiko Grčijo na jugu in Ljudsko republiko Bolgarijo na vzhodu. 

## Prehod iz komunizma v demokracijo
Leta 1990 se je oblika vlade mirno spremenila iz socialistične države v parlamentarno demokracijo. Prve svobodne volitve so bile 11. novembra istega leta. Nekoč vladajoča komunistična partija je zavzela reformistično smer in se preimenovala v Zvezo komunistov Makedonije – Stranko za demokratične spremembe pod vodstvom Petra Goševa. Potem ko je vodja zadnjega komunističnega predsedstva SRM Vladimir Mitkov odstopil, je Kiro Gligorov 31. januarja 1991 postal prvi demokratično izvoljeni predsednik Socialistične republike Makedonije. 
16. aprila je parlament sprejel ustavni amandma, s katerim je iz uradnega imena entitete odstranil izraz socialistična, 7. junija pa je bilo uradno ustanovljeno novo ime Republika Makedonija. Potem, ko se je leta 1991 začel proces razpada Jugoslavije, je Republika Makedonija 25. januarja 1991 sprejela izjavo o suverenosti, po referendumu 8. septembra 1991 pa se je razglasila za popolnoma neodvisno državo. 
Republika Severna Makedonija je pravna naslednica Socialistične republike Makedonije. Do februarja 2019 je bila znana kot Republika Makedonija, ko je doživela uradno spremembo imena po sporazumu iz Prespe z Grčijo junija 2018, ki je rešil dolgoletni spor glede poimenovanja, saj je Grčija ugovarjala njenemu imenu, ki si ga je lastila in je morala dotlej zato v mednarodni skupnosti uporabljati angleško kratico FYROM (Former Yugoslav Republic of Macedonia) 